# Moussy (Santa Fe)
Moussy es una localidad argentina ubicada en el Departamento General Obligado de la Provincia de Santa Fe. Depende administrativa del municipio de Avellaneda. Se formó alrededor de la Estación Moussy del Ferrocarril Santa Fe.

## Toponimia
Debe su nombre al naturalista francés Martín de Moussy.

## Historia
En 1910 un funcionario de Ferrocarriles Santa Fe (de capitales franceses) llegó a Avellaneda para tratar la expropiación de los terrenos donde hoy se halla el poblado, a unos 40 km de Reconquista para la construcción de un nuevo ramal. Al año siguiente comenzaron las obras. La vía se finalizó en 1912, llegando hasta "El 40", nombre que tomó el paraje por la distancia a Avellaneda. Sin embargo recién se inauguró en septiembre de 1913. La población se agrupó alrededor de la estación y para 1930 había unos 150 pobladores fijos, policía, estafeta postal y una escuela.

## Vías de comunicación
La ruta Provincial 98-s hace de acceso al pueblo desde la Ruta Provincial 31. Son 4 kilómetros de tierra cuya pavimentación se anunció en 2019. La misma ruta la vincula al oeste con La Sarita.

## Población
El INDEC no lo consideró población aglomerada en los últimos censos.